# Conquestes mongoles
Les conquestes mongoles van tenir lloc al llarg del segle xiii i van donar com a resultat un vast imperi que, vers l'any 1300 abastava gran part d'Àsia i Europa de l'est. Els historiadors qualifiquen aquestes conquestes com un dels conflictes amb més morts en la història de la humanitat. Alguns autors consideren que les expedicions dels mongols van portar la pesta bubònica amb ells i, sense voler la van escampar, fet que va causar la devastadora epidèmia de pesta negra del segle xiv.
L'Imperi Mongol es va crear al llarg del segle xiii per mitjà d'un seguit de conquestes i invasions per Àsia que van arribar a Europa de l'est en la dècada del 1240. A diferència d'imperis posteriors com el Britànic, que han estat qualificats d'imperis del mar (talassocràcia), el mongol va ser un imperi terrestre (tel·lurocràcia), impulsat per la cavalleria i pels seus ramats transhumants. El moment àlgid de les conquestes i saqueigs tenia lloc durant les estacions càlides, quan hi havia abundant herba que servís d'aliment als seus cavalls i ramaderia.

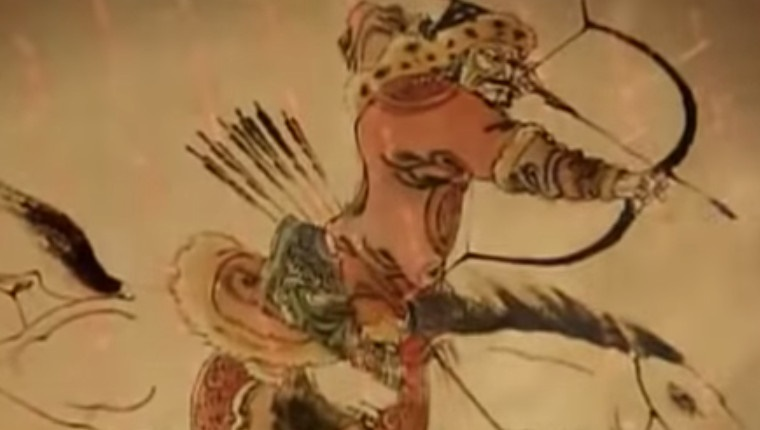
Guerrer mongol disparant fletxes des del seu cavall.

Les incursions tàrtares i mongoles contra els estats russos van continuar fins i tot després de la fragmentació de l'Imperi Mongol vers el 1260. Els territoris conquerits a la Xina van continuar en possessió dels mongols durant el segle xiv, amb la dinastia Yuan, mentre que els de Pèrsia van persistir fins al segle xv, amb l'Imperi de Timur. A l'Índia, va sobreviure un estat mongol fins al segle xix, l'anomenat Imperi Mogol.

## Àsia central
Genguis Kan va fundar l'Imperi Mongol a Àsia central, començant amb la unió de les confederacions de tribus mongoles i turques (merkits, tàrtars, mongols). El regne de Qocho es va rendir i es va unir a l'imperi. Llavors va continuar l'expansió amb la conquesta de Kara-khitai mentre estava governat per la dinastia Khwarazma.
Grans àrees de l'Àsia islàmica i del nord-est de l'Iran van quedar força despoblades, ja que cada ciutat que es negava a ser conquerida era destruïda amb els seus habitants. S'esperava que cada soldat executés un determinat nombre de persones, i aquest nombre depenia de les circumstàncies, per exemple, després de la conquesta d'Urgench, cada soldat mongol pertanyent a un grup de dos tumens (1 tumen era una unitat de 10.000 guerrers) havia de matar 24 persones.
Amb els alans i els cumans (Kipchaks), els mongols van fer servir tàctiques de conquesta que van consistir en demanar primer als cumans que trenquessin l'aliança que tenien amb els alans i quan aquests van complir amb la proposta, llavors els mongols els van atacar després d'haver derrotat els alans. Els alans, un cop vençuts, van ser incorporats a l'exèrcit mongol formant una unitat anomenada guàrdia alana dreta que era una força combinada amb altres soldats vençuts. Els soldats mongols i xinesos van acampar a l'àrea de l'antic regne de Qocho i, a Besh Balikh, van establir una colònia militar comandada pel general xinès Qi Kongzhi (Ch'i Kung-chih).
Durant l'atac mongol als mamelucs d'Orient Mitjà, la major part de l'exèrcit mameluc estava compost per kiptxaks, ja que l'Horda d'Or va col·laborar subministrant kiptxaks per ajudar fer fora els mongols.
Hongria va esdevenir la zona de refugi dels cumans que van escapar de les invasions mongoles.
Els estats kiptxaks, que eren pobles descentralitzats, només es van convertir a l'islam després de la conquesta mongola, a diferència dels Qarakhànida, que es van centralitzar amb la unió de Yaghma, Qarluqs i Oghuz, que es van convertir a diverses religions.
La conquesta mongol dels kiptxaks va portar a una societat resultat de la fusió entre les classes governants mongoles i una població de parla kiptxak, que van ser coneguda amb el nom de tàrtars i que van acabar per conquerir altres ètnies de la península de Crimea com ara: armenis, italians, grecs i gots.

## Àsia occidental

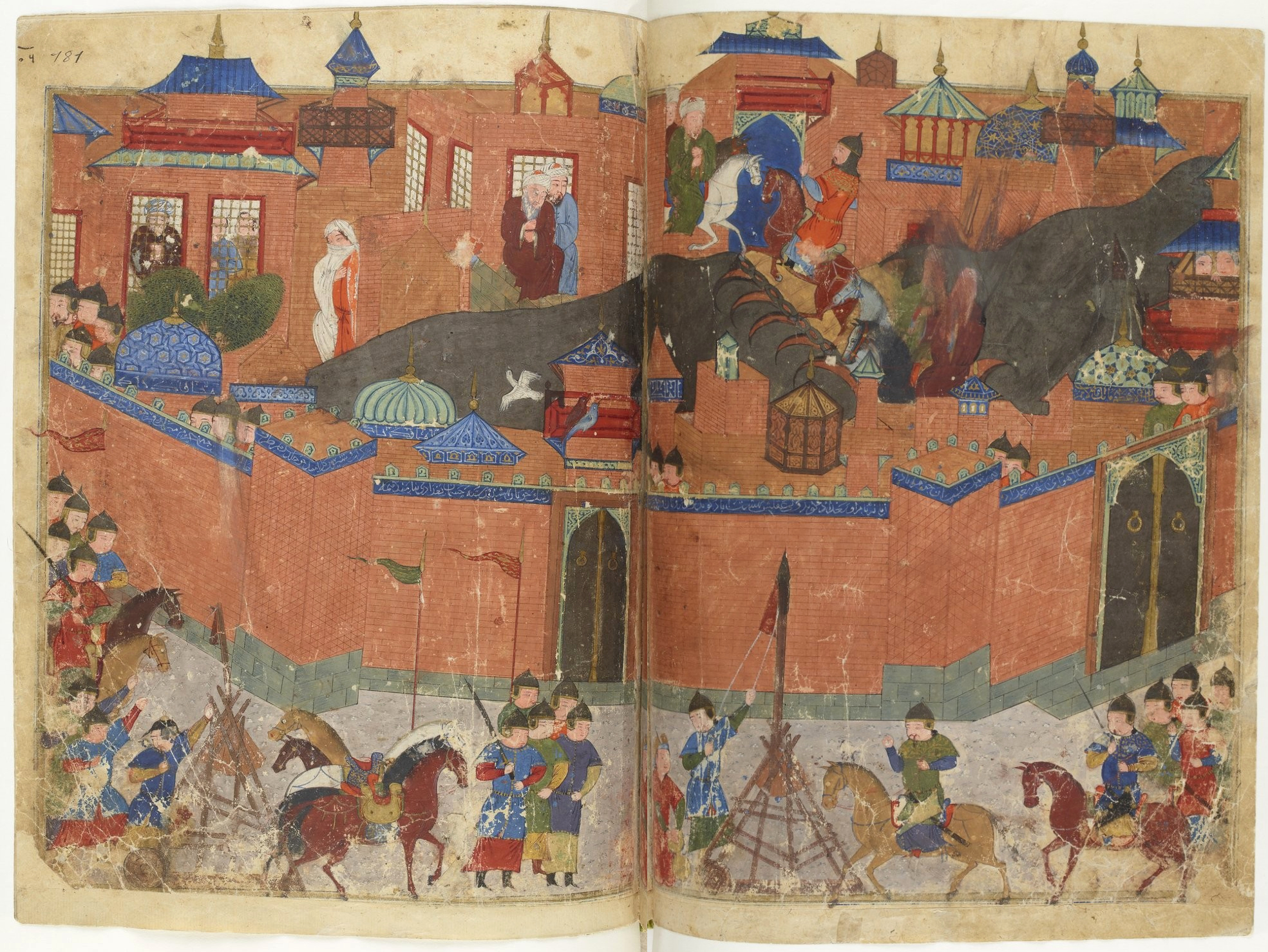
Setge de Bagdad, any 1258.

Els mongols van conquerir de vegades emprant la força i d'altres obtenint la submissió voluntària, les àrees dels actuals Iran, Iraq, Síria, zona del Caucas i part de Turquia que, amb les posteriors incursions mongoles van assolir domini també sobre territoris de Palestina, com Gaza en els atacs de l'any 1260 i 1300.
El Soldanat de Rum es debilità progressivament i el 1243, els exèrcits seljúcides foren derrotats pels mongols a la batalla de Köse Dağ i el poder de l'imperi es desintegrà lentament, però la principal batalla va ser el setge de Bagdad (1258), ja que els mongols van aconseguir saquejar la ciutat que durant 500 anys havia estat el centre del poder islàmic, i la batalla d'Ayn Jalut el 1260, en què els mamelucs musulmans van poder aturar l'avanç dels mongols al sud de Galilea i aquests per primera vegada es van veure forçats a retrocedir. Un esquadró d'artificiers xinesos del nord va acompanyar el kan dels mongols Hulagu durant la seva campanya per conquerir l'Orient Mitjà.

## Àsia oriental

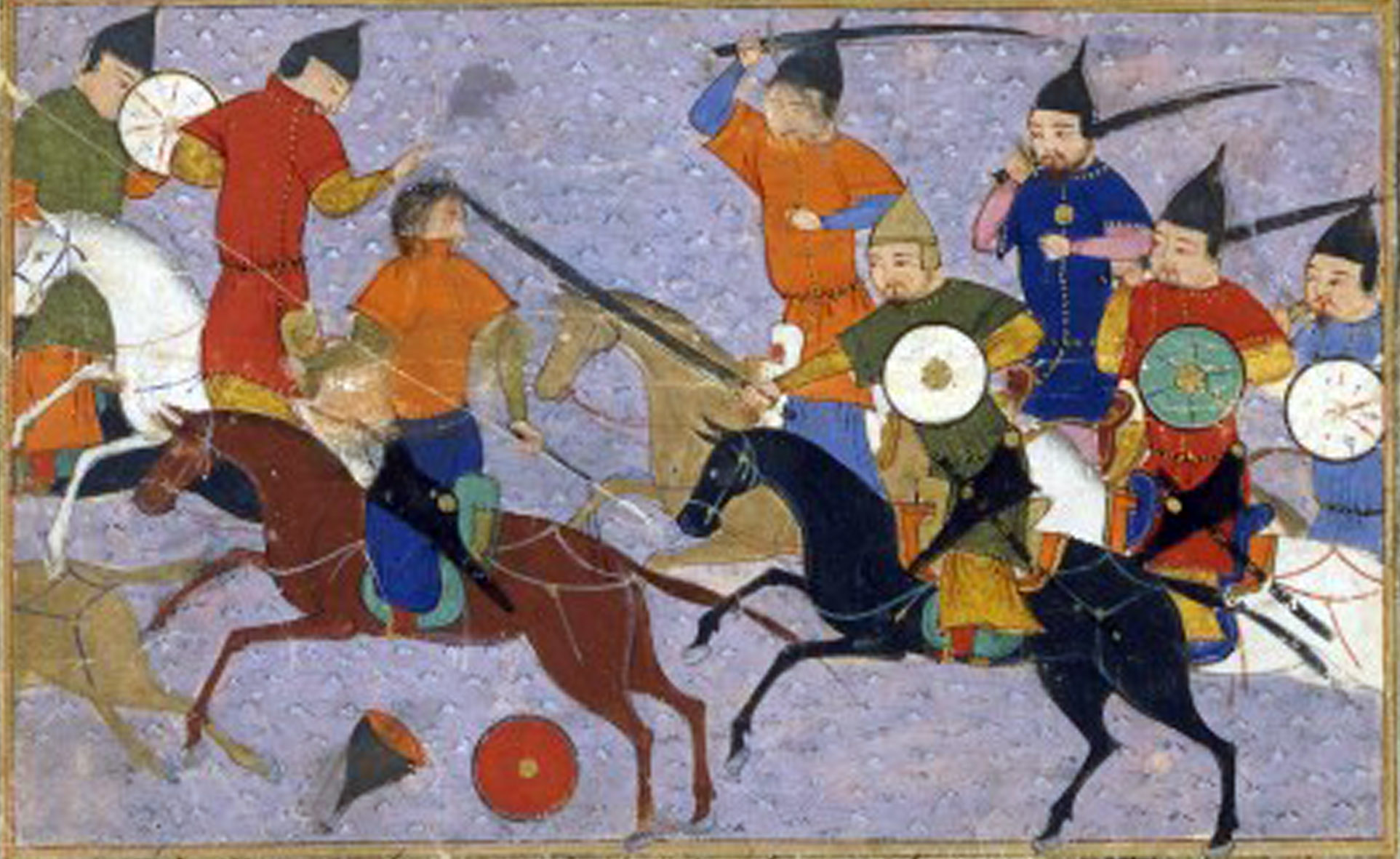
Batalla de Yehulin entre els mongols i la dinastia Jin.

Genguis Kan i els seus descendents van efectuar nombroses invasions en territori xinès, van subjugar l'Imperi Xi Xia el 1209 i el van destruir el 1227, van derrotar la dinastia Jin el 1234 i la dinastia Song el 1279. Van fer del regne de Dali un estat vassall el 1253, el rei Duan Xingzhi es va rendir als mongols i els va ajudar a conquerir la resta de Yunnan, va forçar Goryeo (actual Corea) a capitular després de diverses invasions, però van fallar en l'intent d'envair Japó.
Goryeo va resistir les invasions de l'Imperi Mongol durant gairebé 30 anys controlat de facto per una successió de dictadors semblant a un shogunat Amb l'ascens de Möngke, va renovar les seves demandes a Goryeo, que va enviar Jalairtai amb l'exèrcit el juliol de 1253 devastant el camp, i el mateix rei Gojong de Goryeo es va reunir amb enviats mongols per acordar un alto el foc a principis de 1254, però quan els mongols van saber que el fillastre del rei, ostatge dels mongols, no era de la línia reial i que els oficials de Goryeo que havien cooperat amb els mongols havien estat executats, van envair de nou el juliol de 1254 provocant estralls més generalitzats que anteriorment i més de 200.000 persones es van prendre com a esclaus i la fam es va apoderar del regne. L'exèrcit mongol va marxar amb els captius cap al nord el desembre sense cap resolució política. En 1255 els mongols van llançar incursions marítimes al llarg de la costa coreana en vaixells construïts per artesans coreans capturats i un gran exèrcit liderat acompanyat dels ostatges es va reunir a Gapgot Daean per atacar l'illa de Ganghwa, on estava la capital del regne, però l'exèrcit es va retirar. El shikken Choe Ui va ser assassinat en 1258 per opositors a la cort i el rei va assumir control personal del govern i va indicar la seva intenció de negociar una pau i es va fer la pau amb els mongols enviant ostatges a la cort mongol com a prova de bona voluntat, però en la rebel·lió Sambyeolcho un grup d'oficials coreans van deposar Wonjong de Goryeo i van decidir mantenir la lluita. La família reial coreana va demanar ajut a Möngke, que va derrotar els rebels el 1273.
El principal triomf dels mongols va ser quan Khublai Khan va establir la dinastia Yuan a la Xina el 1271. aquesta dinastia va crear un exèrcit Han (漢軍, Hàn jūn) per derrotar les tropes dels Jin i un altre per derrotar els Song anomenat l'exèrcit nou dels sotmesos (新附軍, Xīn fù jūn).
Les forces mongoles que van envair el sud de la Xina eren molt més grans que les que van enviar a les invasions de l'Orient Mitjà el 1256.
La dinastia Yuan va crear el Ministeri d'Afers Budistes i els Tibetans (宣政院, Xuanzheng Yuan), el qual va governar el Tibet, un territori que van conquerir els mongols i posat sota govern dels Yuan. Els mongols també van envair l'illa de Sakhalín entre l'any 1264 i el 1308. Goryeo va esdevenir un estat vassall semiautònom i aliat dels Yuan durant uns 80 anys. La dinastia Yuan va acabar enderrocada durant la revolta dels turbants vermells de l'any 1368, esdeveniment que va fer que la Xina quedés unificada sota la dinastia Ming, governada per l'ètnia han.

## Sud-est d'Àsia
La dinastia Yuan de Khublai Kan va envair Burma entre el 1277 i el 1287, amb el resultat de la capitulació i desintegració del Regne de Pagan. Això no obstant, la invasió del 1301 va ser repel·lida pel Regne de Myinsaing (Myanmar).

### Invasió mongol de Vietnam
El 1257 el general Uriyangqatai a les ordres de Möngke va atacar el regne de Đại Việt que tenia per capital a Thăng Long (l'actual Hanoi) baixant des de Yunnan fins a la plana de Tonquín. El rei de Đại Việt Trần Thái Tông va abdicar després de ser derrotat a la batalla de Bình Lệ Nguyên i Thăng Long fou saquejada. El seu successor Trần Thánh Tông es va reconèixer vassall mongol el març del 1258. Amb la lluita de successió entre Arig Boke i Khublai, Đại Việt i Txampa, els dos regnes de Vietnam van quedar en pau.
Amb la dinastia Song ja conquerida, el 1283, durant el regne d'Indravarman V, Khublai Kan i la dinastia Yuan van llançar una invasió naval de Txampa que va donar lloc a l'establiment de relacions tributàries entre el regne vietnamita, abans estat tributari de la dinastia Song. Vijaya va ser capturada i saquejada per l'exèrcit Yuan liderat pel comandant mongol Sogetu a principis de 1283 i Indravarman V va decidir pagar tribut i comprar la pau i els mongols van marxar. Amb la intenció d'exigir un major tribut i la supervisió directa dels Yuan dels afers locals a Đại Việt i Txampa, els Yuan van llançar una altra invasió el 1285 que no va aconseguir els seus objectius per la seva derrota a la batalla de Chương Dương, però Indravarman V es va fer tributari dels Yuan. Una tercera invasió va tenir lloc el 1287 sent derrotada a la batalla del riu Bạch Đằng i els mongols van retornar a la Xina. A la mort d'Indravarman V el seu fill Jaya Simhavarman III es va convertir en el nou rei de Txampa. Amb l'accés en 1294 del nou emperador Yuan, Temür Kan, es va anunciar que la guerra amb Đại Việt havia acabat, i va enviar una missió a Đại Việt per restablir les relacions amistoses entre els dos països. La lluita mútua contra els mongols va apropar Đại Việt i Txampa i l'emperador Trần Nhân Tông de Đại Việt va casar la seva filla, Huyền Trân, amb Jaya Simhavarman III en 1306 a canvi de les províncies de Chau O i Chau Ly.

### Invasió mongol de Birmània
L'any 1283 l'imperi fou amenaçat pel general mongol Sügetü a les ordres de Khublai Khan, i el 1285 rei va evitar fer la guerra contra aquest enemic tan poderós, que aleshores governava tota la Xina, pagant-li un tribut anual.

## Europa

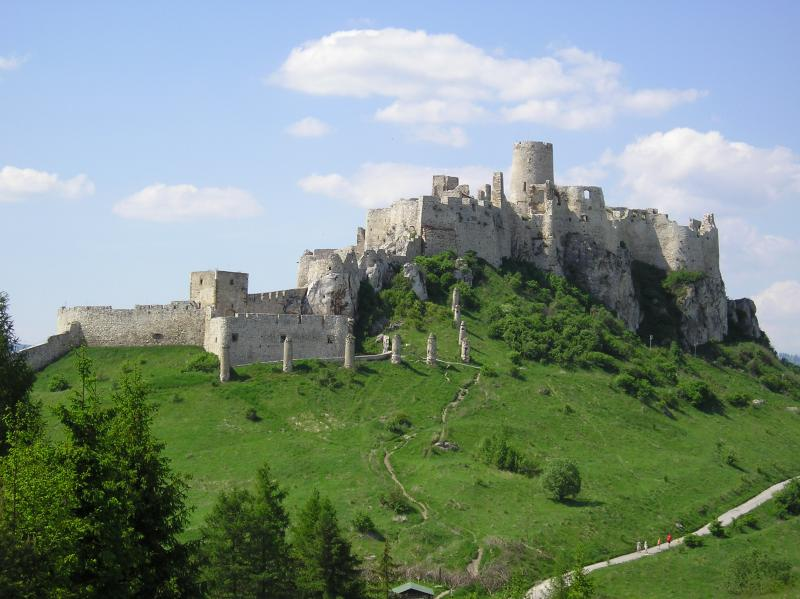
Per evitar que tornés a passar, es van construir castells Spiš, a Eslovàquia.

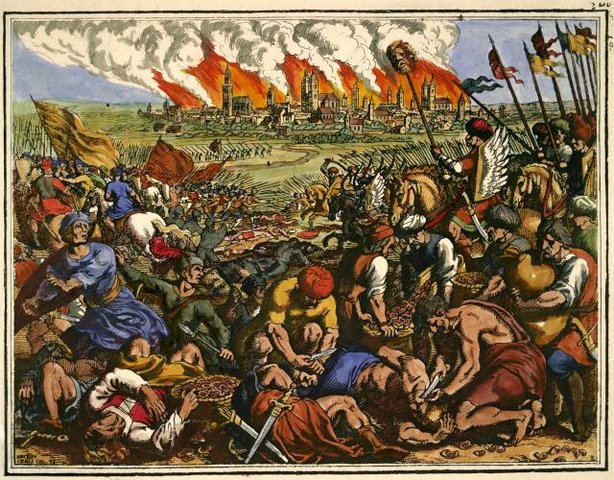
Batalla de Legnica, per envair Polònia.

Els mongols van envair i destruir la Bulgària del Volga i el Rus de Kíev, després van ocupar Polònia, Hongria i Bulgària, més altres territoris. En el transcurs de tres anys (1237–1240), els mongols van aniquilar les principals ciutats de Rússia llevat de Nóvgorod i Pskov.

Giovanni da Pian del Carpine, un enviat del papa al gran kan dels mongols, va viatjar passant per Kíev el febrer del 1246 i va escriure el següent:
«Ells [els mongols] van atacar Rus, on van causar grans estralls, van destruir ciutats i fortaleses i van massacrar la gent; i van assetjar Kiev, la capital de Rus; després de presentar setge durant llarg temps la van prendre i van matar els seus habitants. Quan anàvem de viatge passant per aquelles terres vam trobar incomptables cranis i ossos dels morts abandonats sobre el terra. Kiev havia estat una ciutat gran i molt densament poblada, però ara ha quedat reduïda a gairebé res, puix que en el temps present escassament hi ha dues-centes llars i els habitants han passat a ser esclaus.» 
Les invasions mongoles van provocar desplaçaments de població a una escala mai vista a l'Àsia central i també a l'est d'Europa. La notícia de l'arribada de les tropes mongoles causava gran alarma i terror.